# Колонья, Джанлука
Джанлука Колонья (нем. Gianluca Cologna; 17 мая 1990 года, Санта-Мария-Валь-Мюстаир) — швейцарский лыжник, участник Олимпийских игр в Сочи, призёр этапа Кубка мира. Специалист спринтерских гонок. Брат многократного олимпийского чемпиона Дарио Колоньи.

## Карьера
В Кубке мира Колонья дебютировал 12 декабря 2010 года, в декабре 2013 года первый, и пока единственный, раз попал в тройку лучших на этапе Кубка мира, в спринте. Кроме этог на сегодняшний день имеет на своём счету 3 попадания в десятку лучших на этапах Кубка мира, 2 в личных гонках и 1 в командных. Лучшим достижением Колоньи в общем итоговом зачёте Кубка мира является 93-е место в сезоне 2012-13. 
На Олимпийских играх 2014 года в Сочи занял 5-е место в командном спринте, в котором бежал в паре со своим братом Дарио.
За свою карьеру принимал участие в одном чемпионате мира, на чемпионате мира 2013 года был 23-м в спринте.
Использует лыжи и ботинки производства фирмы Fischer.